# Parti libéral du Manitoba
Le Parti libéral du Manitoba est un parti politique dans la province du Manitoba, au Canada.  Il a débuté à la fin du XIXe siècle, après la création de la province en 1870.

## Les années 1980
En 1984, le parti choisit Sharon Carstairs comme nouveau chef. Elle est élue à l'Assemblée législative lors de l'élection de 1986, et à l'élection de 1988 mène le parti à 20 sièges et le statut d'Opposition officielle. Ceci était causé par l'impopularité du gouvernement néo-démocrate de Howard Pawley, qui permit aux libéraux de s'attirer l'appui de plusieurs électeurs de centre-gauche (les libéraux ayant abandonné leurs origines de droite au milieu des années 1970, surtout après le départ de Israel Asper en tant que chef du parti.
Cette renaissance fut temporaire. Le NPD est revigorifié sous Gary Doer, et les libéraux retombent en troisième place lors de l'élection de 1990 avec seulement sept sièges, contre 20 pour le NPD et 30 pour les conservateurs.

## Chefs du parti

### Parti libéral
| Nom                      | Chef                         | Premier ministre |
| ------------------------ | ---------------------------- | ---------------- |
| Thomas Greenway          | 1882/1883-5 décembre 1904    | 1988-1900        |
| Charles Mickle (intérim) | 5 décembre 1904-28 mars 1906 |                  |
| Edward Brown             | 28 mars 1906-1907            |                  |
| Charles Mickle (intérim) | Janvier 1908-1910            |                  |
| Tobias Crawford Norris   | 1910-30 mars 1927            | 1915-1922        |
| Hugh Robson              | 30 mars 1927-3 janvier 1930  |                  |
| James Breakey (intérim)  | 1930-26 juin 1931            |                  |
| Murdoch Mackay           | 26 juin 1931-1932            |                  |

### "Continuing Liberal"
| Nom            | Chef | Premier ministre |
| -------------- | ---- | ---------------- |
| David Campbell | 1932 |                  |

### Parti libéral-progressiste
| Nom                    | Chef                             | Premier ministre              |
| ---------------------- | -------------------------------- | ----------------------------- |
| John Bracken           | 1932-14 janvier 1943             | 1922-1943                     |
| Stuart Garson          | 14 janvier 1943-13 novembre 1948 | 1943-1948                     |
| Douglas Lloyd Campbell | 13 novembre 1948-20 avril 1961   | 13 novembre 1948-30 juin 1958 |

### Parti libéral
| Nom                       | Chef                              | Premier ministre                                     |
| ------------------------- | --------------------------------- | ---------------------------------------------------- |
| Gildas Molgat             | 20 avril 1961-10 mai 1969         |                                                      |
| Robert Bend               | 10 mai 1969-25 juin 1969          |                                                      |
| Stan Roberts (intérim)    | 25 juin 1969-31 octobre 1970      |                                                      |
| Israel Asper              | 31 octobre 1970-22 février 1975   |                                                      |
| Charles Huband            | 22 février 1975-1978              |                                                      |
| vacant                    | 1978-30 novembre 1980             | (Le sénateur Gildas Molgat était président du parti) |
| Doug Lauchlan             | 30 novembre 1980-1982             |                                                      |
| vacant                    | 1982-4 mars 1984                  | (Le sénateur Gildas Molgat était président du parti) |
| Sharon Carstairs          | 4 mars 1984-4 juin 1993           |                                                      |
| Paul Edwards              | 4 juin 1993-1996                  |                                                      |
| Ginny Hasselfield         | 19 octobre 1996-17 octobre 1998   |                                                      |
| Jon Gerrard               | 17 octobre 1998-26 octobre 2013   |                                                      |
| Rana Bokhari              | 26 octobre 2013-24 septembre 2016 |                                                      |
| Paul Hesse (par intérim)  | 24 septembre 2016-21 octobre 2016 |                                                      |
| Judy Klassen (intérim)    | 21 octobre 2016-13 juin 2017      | (résigné à courir pour le leader)                    |
| Paul Brault (par intérim) | 13 juin 2017-21 octobre 2017      |                                                      |
| Dougald Lamont            | 21 octobre 2017- 3 octobre 2023   |                                                      |